# Антван (Арканзас)
Антван (енгл. Antoine) град је у америчкој савезној држави Арканзас.

## Демографија
По попису из 2010. године број становника је 117, што је 39 (-25,0%) становника мање него 2000. године.
| Група             | 2000.       | 2010.       |
| Белци             | 146 (93,6%) | 104 (88,9%) |
| Афроамериканци    | 9 (5,8%)    | 8 (6,8%)    |
| Азијати           | 0 (0,0%)    | 1 (0,9%)    |
| Хиспаноамериканци | 0 (0,0%)    | 2 (1,7%)    |
| Укупно            | 156         | 117         |